# Gorenci (Centar Zsupa)
Gorenci (macedónul: Горенци) település Észak-Macedóniában, a Délnyugati körzet Centar Zsupa-i járásában.

## Népesség
| Lakosok száma | 260  | 278  | 268  | 284  | 316  | 307  | 363  | 267  | 138  |
|               | 1948 | 1953 | 1961 | 1971 | 1981 | 1991 | 1994 | 2002 | 2021 |

2002-ben 267 lakosa volt, melyből 221 török, 37 macedón, 9 albán.